# Базилика Сан-Франческо в Ареццо
Базилика Сан-Франческо в Ареццо (итал. Basilica di San Francesco di Arezzo) — посвящённый святому Франциску храм в Ареццо (Италия), известный благодаря циклу фресок, созданных Пьеро делла Франческа на тему «История Животворящего Креста».

## История создания
Храм был второй церковью, построенной орденом францисканцев в Ареццо (первая была разрушена вражескими армиями, поскольку была расположена вне городских стен). Строительство началось около 1290 года.
Ареццкая коммуна актом 1290 года попросила францисканцев построить новую церковь — уже в стенах города. Дворянин Ильдино Каччиаконти подарил монахам здание, которым сам больше не мог пользоваться, так как находился в изгнании по причине принадлежности к гвельфам.

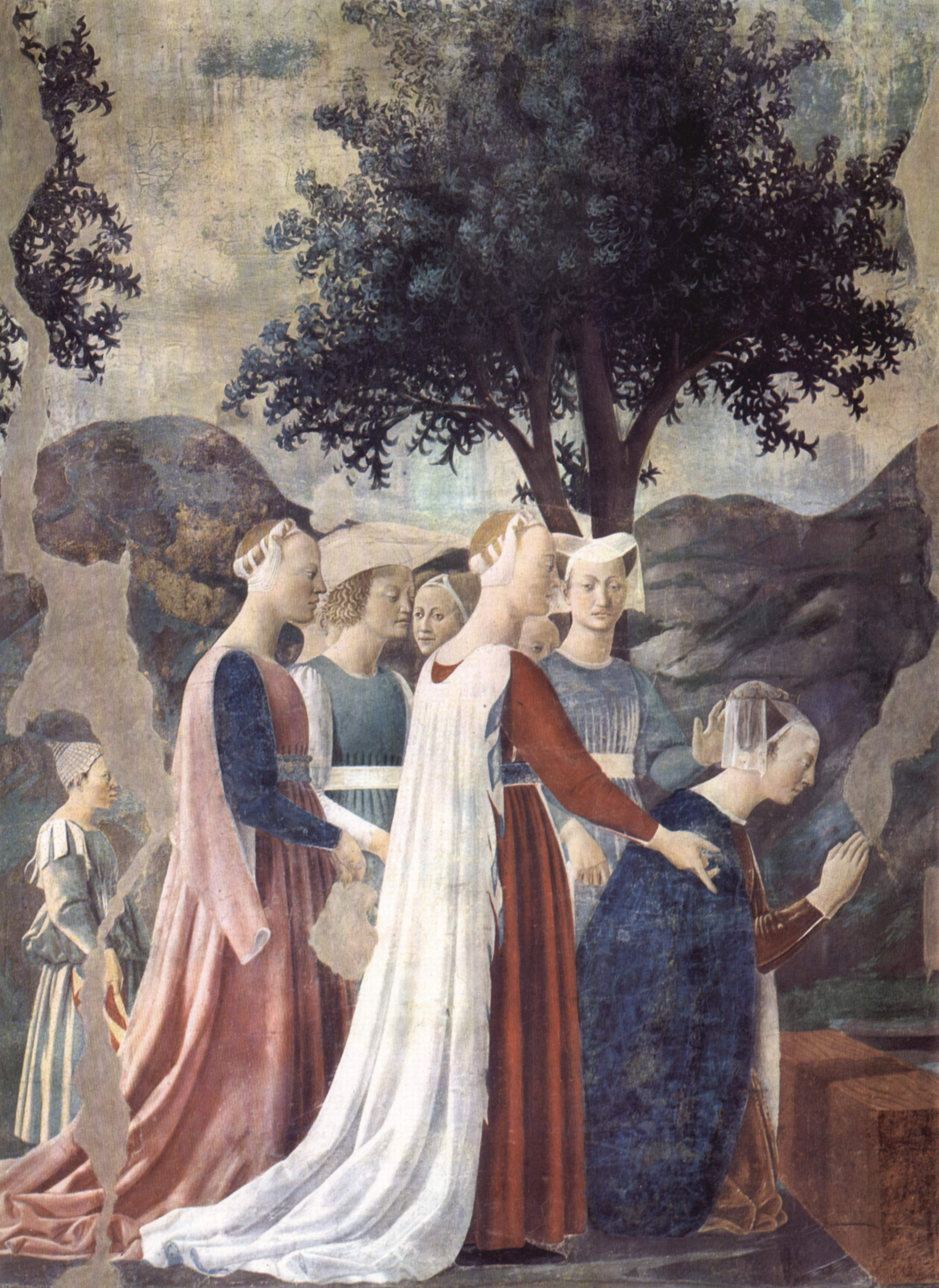
«История царицы Савской» (фрагмент)

Имя архитектора церкви — предположительно фра Джованни да Пистойя (Giovanni da Pistoia), имя которого называет пергамент XIV века. Декоративная отделка фасада не была сделана — в этом виде базилика сохраняется и в наши дни. В XIV веке благочестивая женщина по имени Монна Тесса оставила триста лир для отделки фасада. Работы начались, но в связи с недостатком средств были остановлены после того, как был отделан цоколь — как обозначение попытки исполнения воли завещательницы. Кампанилья была построена около 1600 г., большинство работ по подновлению здания — в 1900-20-х гг. Капеллы с левой стороны были пристроены в XV веке.
Здание стоит на одноименной площади, перед ним — памятники математику Витторио Фоссомброни и Паскуале Романели.

## Характеристика здания
Здание имеет простой план — единственный неф, фланкированный с левой стороны несколькими капеллами, а с правой — нишами. Интетерьер имеет размеры 17 на 53 метров. Алтарь в плане квадратный. Под церковью расположена небольшая Chiesa inferiore — нижняя церковь, с основным нефом и двумя небольшими боковыми, которые в настоящий момент используются в качестве выставочного помещения.

## Живописное убранство базилики
В базилике находились следующие произведения живописи: крупный расписной крест работы Мастера святого Франциска. Также в храме находилась «Маэста» кисти Гвидо да Сиена (в музее с 1863 г). Эти вещи были перенесены в базилику из разрушенной первой францисканской церкви. Базилика Сан-Франческо изначально строилась таких размеров, чтобы эти масштабные произведения в неё поместились.
Около двери в сакристию находится картина Пьеро делла Франческа «Мария Магдалина». Над дверьми находится витраж работы Guillaume de Marcillat на сюжет «Папа Гонорий III учреждает устав ордена францисканцев». С правой стороны — два изображения святых кисти Андреа дель Кастаньо, и «Благовещение» Спинелло Аретино. В боковой капелле справа (Cappella Guasconi) — изображения святых работы Спинелло Аретино. В левой капелле (Cappella Tarlati) — его же распятие, а также «Благовещение», приписываемое руке Луки Синьорелли.
Стены и некоторые ниши правой стороны имеют фресковую декорацию, частично датирующуюся XIV веком.

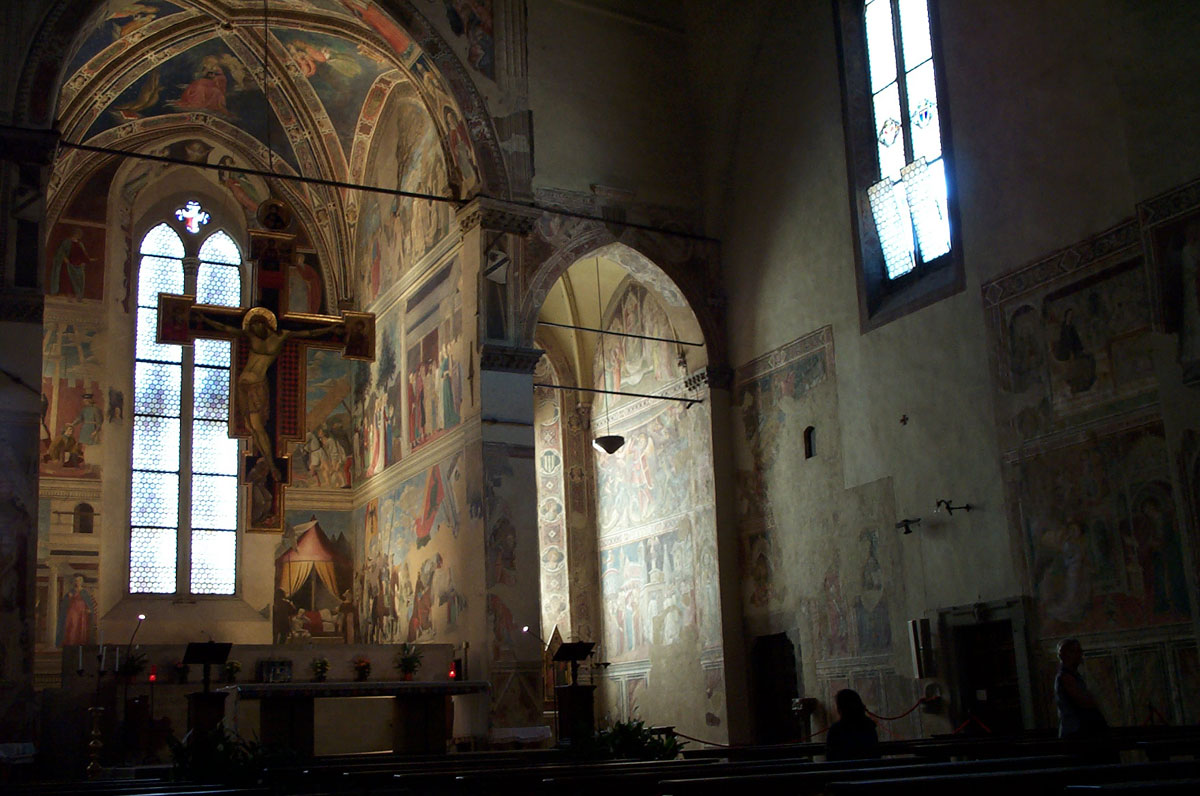

Основной фресковый цикл базилики начал создаваться благодаря заказу богатой купеческой аретинской фамилии Баччи, пригласившей мастера Биччи де Лоренцо для росписи сводов. Им принадлежала капелла Cappella Maggiore и с 1417 года они заботились об украшении её витражом и фресками. Известно, что в 1447 году Франческо Баччи продал виноградник, чтобы оплатить работу Биччи де Лоренцо. К моменту своей смерти в 1452 году художник успел написать только следующие изображения:
- Четыре Евангелиста — в сводах
- Страшный суд и два Отца Церкви — на триумфальной арке.

Наибольшую славу зданию составили росписи главной капеллы (Cappella Maggiore), созданные художником раннего Ренессанса Пьеро делла Франческа.

## Влияние
- Центральный дом архитектора (Гранатный переулок) состоит из трех зданий: в частности, к особняку, построенному в 1896 для А.-Л. Ф. Леман в духе неоготики по проекту А. Э. Эрихсона, в 1939—41 к особняку Леман архитекторы А. К. Буров и Д. И. Бурдин пристроили новое здание, которое прикрыл приставной фасад-декорация, выполненный по проекту Бурова в духе итальянской архитектуры XV в. (в качестве образца были воспроизведены гармоничные пропорции здания на фреске Пьеро делла Франческа в Ареццо). Плоскость фасада, прорезанного тремя арочными порталами, облицована тёмно-красной керамической плиткой, для декоративной отделки использованы светло-серый мрамор и белый искусственный камень, золотая смальта[1][2].

## В кинематографе
В лирической сцене фильма «Английский пациент» Кип привозит Ханну в базилику Сан-Франческо и поднимает её на канате под своды капеллы Баччи, чтобы она могла рассмотреть фрески при свете осветительной шашки. Первая фреска, которая попадает в кадр — «История царицы Савской».